# Джиг-головка
Джиг-головка — это грузило определённой формы, отлитое из свинца, с укрепленным в нём крючком — используемое при ловле на приманки, предназначенные для джиговой ловли (джиг-спиннинг). Такие, как различные силиконовые, например — твистеры, виброхвосты, рипперы, октопусы, и их всевозможные вариации, также различные варианты стримеров и вабиков, и т. п.

## Формы
Формы «джиг-головок» различны, основные — это: круглая (шарик), «сапожок» («каблучок»), в форме мяча для регби, джиг-головка «чебурашка» (похожая на ту, что применяется при ловле на поролоновые рыбки — только с наличием жёстко закрепленного крючка), «пони» («кобылка») — иногда бывает с ушком для крепления небольшого трепещущего лепестка. Наиболее удобные: немного приплюснутый по бокам (что уменьшает сопротивление воздуха при забросе — и соответственно, увеличивает дальность заброса) шарик, обычный классический шарик, «сапожок» (благодаря особой форме увеличивается маневренность и управляемость этой оригинальной джиг-головки). С помощью той или иной формы джиг-головки можно придать некоторый оттенок в игре приманки.
Крючки у «джиг-головки» бывают различных размеров, и с разной длиной цевья — короткие, длинные, средней длины. Силиконовую, либо иную для этого предназначенную приманку, надевают на джиг-головку, скрывая жало крючка в теле приманки, или оставляя его выглядывающим наружу. Каждый способ по-своему хорош для различных условий и методов ловли. Соотношение джиг-головки и силиконовой приманки, с ней применяемой — по весу, форме, иногда цвету — должно быть сбалансировано. Джиг-головку нужно подбирать таким образом, чтобы она соответствовала приманке, и чтобы в целом такая комбинация обеспечивала необходимую, устойчивую игру. Выбирайте джиговую головку в зависимости от предполагаемого места ловли и используемой с ней приманки, возможной глубины, скорости течения, ветра и прочего, с тем расчетом, чтобы приманка не очень сильно «бороздила» дно, и не плавала (при сильном течении) на поверхности.